# 洗足站
洗足站（日语：／ Senzoku eki */?）是一個位於東京都目黑區洗足二丁目，屬於東急電鐵目黑線的鐵路車站。車站編號是MG05。
本站是目黑線唯一在目黑區的車站。

## 歷史
- 1923年（大正12年）3月11日 - 此站啟用[1]。
- 1964年（昭和39年）12月 - 與環七通的交通立體化（地下化）工程動工[3]。
- 1967年（昭和42年）8月22日 - 地下車站啟用[3][4]。
- 2000年（平成12年）8月6日 - 東急目蒲線分拆成目黑線及東急多摩川線，車站改屬目黑線。

## 車站結構
本站是深約7公尺的對向式月台2面2線的地下車站。
站房有羅多倫咖啡、洗衣店、東急store等店。

### 月台配置
| 月台 | 路線   | 方向 | 目的地                                                           |
| ---- | ------ | ---- | ---------------------------------------------------------------- |
| 1    | 目黑線 | 下行 | 大岡山、多摩川、日吉方向                                         |
| 2    | 目黑線 | 上行 | 目黑南北線 赤羽岩淵、 埼玉高速鐵道線 浦和美園三田線 西高島平方向 |

（來源：東急電鐵:車站構內圖 （页面存档备份，存于））

## 使用情況
2016年度1日平均上下車人次為14,863人。
近年1日平均上下車人次與上車人次如下表。
| 年度               | 1日平均 上下車人次 | 1日平均 上車人次 | 來源     |
| ------------------ | ------------------ | ---------------- | -------- |
| 1990年（平成02年） |                    | 7,255            | [ * 1 ]  |
| 1991年（平成03年） |                    | 8,164            | [ * 2 ]  |
| 1992年（平成04年） |                    | 8,038            | [ * 3 ]  |
| 1993年（平成05年） |                    | 8,227            | [ * 4 ]  |
| 1994年（平成06年） |                    | 7,647            | [ * 5 ]  |
| 1995年（平成07年） |                    | 7,437            | [ * 6 ]  |
| 1996年（平成08年） |                    | 7,332            | [ * 7 ]  |
| 1997年（平成09年） |                    | 7,449            | [ * 8 ]  |
| 1998年（平成10年） |                    | 7,142            | [ * 9 ]  |
| 1999年（平成11年） |                    | 6,954            | [ * 10 ] |
| 2000年（平成12年） |                    | 7,326            | [ * 11 ] |
| 2001年（平成13年） |                    | 7,811            | [ * 12 ] |
| 2002年（平成14年） | 15,355             | 7,888            | [ * 13 ] |
| 2003年（平成15年） | 15,389             | 7,888            | [ * 14 ] |
| 2004年（平成16年） | 15,337             | 7,877            | [ * 15 ] |
| 2005年（平成17年） | 15,135             | 7,771            | [ * 16 ] |
| 2006年（平成18年） | 15,007             | 7,710            | [ * 17 ] |
| 2007年（平成19年） | 14,891             | 7,642            | [ * 18 ] |
| 2008年（平成20年） | 14,653             | 7,488            | [ * 19 ] |
| 2009年（平成21年） | 14,287             | 7,266            | [ * 20 ] |
| 2010年（平成22年） | 14,085             | 7,145            | [ * 21 ] |
| 2011年（平成23年） | 14,165             | 7,189            | [ * 22 ] |
| 2012年（平成24年） | 14,311             | 7,263            | [ * 23 ] |
| 2013年（平成25年） | 14,481             | 7,321            | [ * 24 ] |
| 2014年（平成26年） | 14,499             | 7,312            | [ * 25 ] |
| 2015年（平成27年） | 14,630             |                  |          |
| 2016年（平成28年） | 14,863             |                  |          |

## 車站周邊
- 東急store（日语：東急ストア）洗足店
- 洗足田園都市（日语：洗足田園都市）
  - 洗足會館
  - 嚴島神社
- 昭和大學（日语：昭和大学）洗足校區
  - 昭和大學齒科醫院[9]
- 環七通
- 目黑區立洗足圖書館
- 目黑區立原町小學校
- 目黑區立第九中學校
- 品川洗足郵便局
- 東急大井町線北千束站（步行5分）

### 巴士路線
「洗足站」（車站後方）
- 東急巴士
  - <澀71> 往澀谷站東口（經清水（日语：東急バス目黒営業所）、祐天寺（日语：祐天寺）、代官山站入口）

「洗足站入口」（環七通上）
- 東急巴士
  - <森91> 往新代田站（經野澤龍雲寺、上馬、若林站前）、往大森操車所（經長原、馬込站前、大森站山王口）

## 站名由來
原計畫名「碑文谷站」（與東橫線學藝大學站舊名無關），之後改以田園都市株式會社推出的住宅區「洗足田園都市」命名。「洗足」則是源自於洗足池傳說。
池上線有與板站站名近似的洗足池站，在本站南南西方約1公里處。

## 相鄰車站
東急電鐵
 目黑線
■急行
通過
■各站停車
西小山（MG04）－洗足（MG05）－大岡山（MG06）

## 延伸閱讀
- 宮田道一. . JTBパブリッシング. 2008-09-01. ISBN 9784533071669.
- . 東京急行電鉄株式会社. 1973-04-18.

## 外部連結
- 洗足（各站資訊） - 東急電鐵